# چرخندهای حاره‌ای و تغییر اقلیم

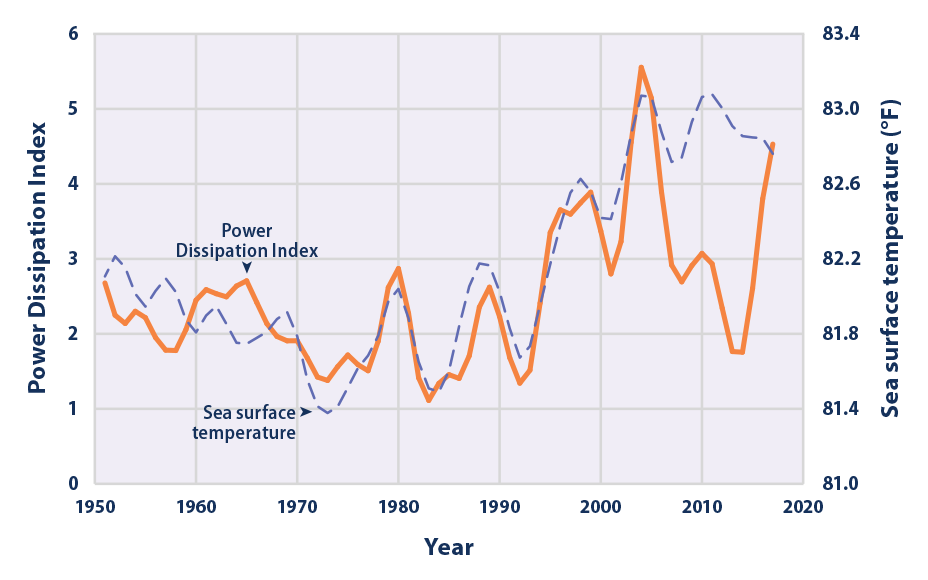
فعالیت چرخندهای حاره‌ای شمال آتلانتیک بر اساس شاخص انحلال انرژی، ۱۹۴۹–۲۰۱۵. دمای سطح دریا در کنار PDI برای نشان دادن مقایسه آنها نقشه‌برداری شده است. خطوط با استفاده از میانگین وزن پنج‌ساله، در وسط سال صاف شده است.

تغییر اقلیم می‌تواند چرخندهای حاره‌ای را به روش‌های مختلفی تحت تأثیر قرار دهد: تشدید بارندگی و سرعت باد، کاهش فرکانس کلی، افزایش دفعات توفان‌های بسیار شدید و گسترش به سوی قطب جایی که توفان‌ها به حداکثر شدت می‌رسند، از جمله موارد ممکن هستند. پیامدهای تغییرات آب و هوایی ناشی از انسان چرخندهای حاره‌ای از هوای گرم و مرطوب به عنوان منبع انرژی یا «سوخت» استفاده می‌کنند. از آنجایی که تغییرات آب‌وهوایی دمای اقیانوس‌ها را گرم می‌کند، به‌طور بالقوه میزان بیشتری از این سوخت در دسترس است.

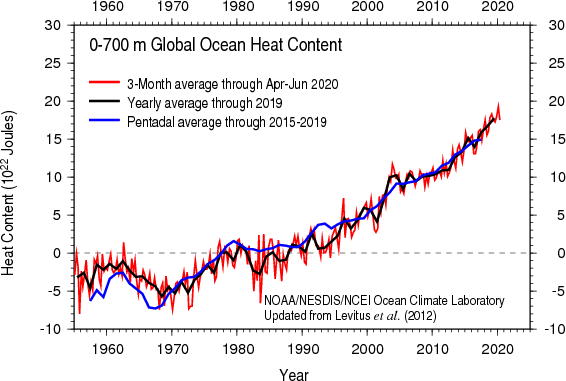
محتوای گرمای جهانی اقیانوس در ۷۰۰ متر بالایی از اقیانوس

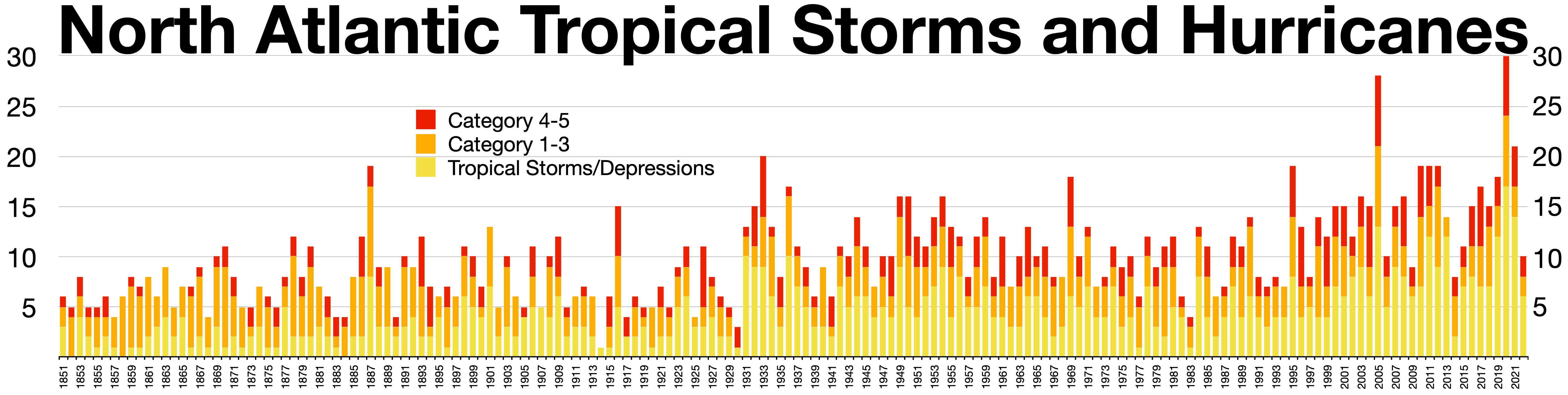
توفان‌ها و توفندهای استوایی اقیانوس اطلس شمالی